# ريتشارد لويس براون
ريتشارد لويس براون (بالإنجليزية: Richard Lewis Brown)‏ هو سياسي أمريكي، ولد في 1854، وتوفي في 1948. انتخب عضو مجلس نواب فلوريدا.